# Sakurakai

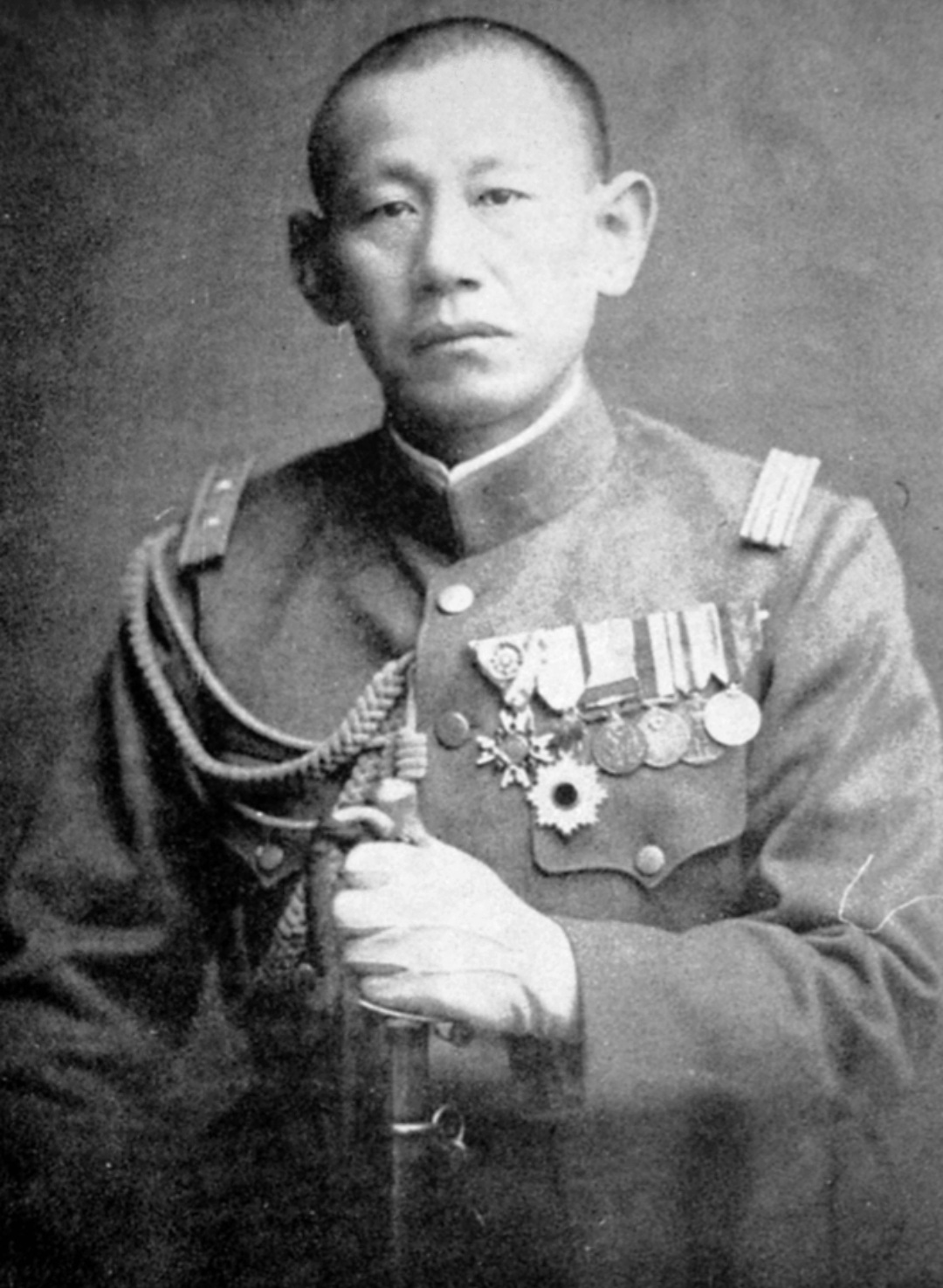
El tinent coronel Hashimoto, fundador del Sakurakai

Sakurakai (桜会, en català: «Societat de la Flor del Cirerer») va ser una societat secreta ultranacionalista fundada per joves oficials membres de l'Exèrcit Imperial Japonès el setembre de 1930, amb l'objectiu de reorganitzar l'estat seguint línies militaristes i totalitaries, mitjançant un cop d'estat militar, si fos necessari. El seu objectiu declarat era una Restauració Shōwa, que afirmaven que restauraria l'emperador Hirohito al lloc que li corresponia, lliure de la política del partit i els malvats buròcrates en una nova dictadura militar.
El Sakurakai estava dirigit pel tinent coronel de l'exèrcit imperial japonès Kingoro Hashimoto, llavors cap de la secció russa de l'Estat Major de l'exèrcit imperial japonès i el capità Isamu Cho amb el suport de Sadao Araki. La societat va començar amb uns deu membres, oficials de camp en servei actiu de l'Estat Major de l'Exèrcit, i es va expandir per incloure oficials de grau de regiment i de companyia, de manera que els seus membres van augmentar a més de cinquanta el febrer de 1931, i possiblement fins a diversos centenars l'octubre de 1931. Un líder dels seus líders destacats va ser Kuniaki Koiso, futur primer ministre del Japó. Els membres del Sakurakai es van reunir en un dojo dirigit pel fundador de l'Aikido, Morihei Ueshiba, a la seu de la religió Oomoto a Ayabe.
| « | El grup Sakura va buscar una reforma política: l'eliminació del govern del partit mitjançant un cop d'estat i l'establiment d'un nou gabinet basat en el socialisme d'estat, per acabar amb la política, l'economia i el pensament presumptament corruptes del Japó. | » |

Dues vegades el 1931 (l'incident de març i l'Incident dels Colors Imperials), els Sakurakai i civils ultranacionalistes van intentar enderrocar el govern. Amb la detenció del seu líder després de l'Incident dels Colors Imperials, el Sakurakai es va dissoldre.
Molts dels seus antics membres van passar a formar part a la facció Toseiha dins de l'Exèrcit.